# Орден Ушакова (Російська Федерація)
Це стаття про державну нагороду Російської Федерації. Про орден СРСР див.: Орден Ушакова.
Орден Ушакова (рос. орден Ушакова) — державна нагорода Російської Федерації.

## Історія нагороди
- Указом Президії Верховної Ради Російської Федерації № 2424-I від 2 березня 1992 року «Про державні нагороди Російської Федерації»[1] радянські ордени Суворова, Ушакова, Кутузова, Нахімова та Олександра Невського були збережені у системі нагород Російської Федерації до прийняття Закону про державні нагороди. Указ був затверджений 20 березня 1992 року Постановою Верховної Ради Російської Федерації № 2557-I.[2] Проте, ці ордени як державні нагороди Російської Федерації не мали статутів й офіційного опису до 2010 року.
- Указом Президента Російської Федерації від 7 вересня 2010 року № 1099 «Про заходи щодо вдосконалення державної нагородної системи Російської Федерації»[3] затверджені нині діючі статут та опис ордену.

## Статут ордена
1. Орденом Ушакова нагороджуються офіцери з числа командування об'єднань і з'єднань Військово-Морського Флоту:
- за вмілу організацію і проведення операцій, бойових дій сил (військ) Військово-Морського Флоту самостійно і у складі угруповань військ (сил), в ході яких, незважаючи на чисельну перевагу противника, були досягнуті цілі операції;
- за майстерно проведений маневр силами флоту, в ході якого вдалося розгромити переважаюче угруповання військово-морських сил противника;
- за проявлені ініціативу і рішучість при виборі місця і часу завдавання головного удару, що дозволили розгромити угруповання противника, зберегти боєздатність своїх сил (військ);
- за досягнуті успіхи в знищенні сил флоту, берегових об'єктів супротивника;
- за вмілу організацію та завдавання раптового і рішучого удару по силах і військах противника, засновані на взаємодії з об'єднаннями і з'єднаннями інших видів Збройних Сил Російської Федерації;
- за вмілу організацію і відбиття ударів противника з морських напрямів, що дозволили зберегти боєздатність угруповань сил (військ), функціонування об'єктів на своїй території, пунктів базування флоту;
- за успішне проведення морської (повітряно-морської) десантної операції, в результаті якої досягнуто її мети.

2. Орденом Ушакова можуть бути також нагороджені військові частини та з'єднання Військово-Морського Флоту, які брали участь в забезпеченні успішної військово-морської операції.
3. Орденом Ушакова можуть також нагороджуватися іноземні громадяни — військовослужбовці військ союзників з числа вищого офіцерського складу, які брали участь нарівні з військовослужбовцями Російської Федерації в організації та проведенні спільної успішної операції коаліційних угруповань військ (сил).
4. Нагородження орденом Ушакова може бути проведено посмертно.

### Порядок носіння
- Знак ордена Ушакова носиться на лівій стороні грудей і за наявності інших орденів Російської Федерації розташовується після знака ордена Суворова.
- Для особливих випадків і можливого повсякденного носіння передбачено носіння мініатюрної копії знака ордена Ушакова, яка розташовується після мініатюрної копії знака ордена Суворова.
- При носінні на форменому одязі стрічки ордена Ушакова на планці вона розташовується після стрічки ордена Суворова.

## Опис ордена
- Знак ордена Ушакова являє собою покритий синьою емаллю срібний чотирикінцевий прямий хрест з кінцями, що розширюються. По краях хреста — вузький опуклий рант. Між кінцями хреста — срібні штрали.
- На хрест накладено срібний якір з медальйоном, обрамленим якірним ланцюгом. Медальйон покритий синьою емаллю і має вузький кручений опуклий рант. У полі медальйона — позолочений погрудний портрет Ф. Ф. Ушакова впівоберта вліво. Під медальйоном, на лапах якоря, перехрещені позолочені лаврова і дубова гілки, перевиті стрічкою.
- По колу медальйона, у верхній частині, — напис прямими рельєфними позолоченими буквами: «АДМИРАЛ УШАКОВ».
- Відстань між протилежними кінцями хреста — 40 мм, між протилежними штралами — 45 мм. На зворотному боці знака — номер знака ордена.
- Знак ордена за допомогою вушка і кільця з'єднується з п'ятикутною колодкою, обтягнутою шовковою, муаровою стрічкою.
- Стрічка білого кольору шириною 24 мм. По краях стрічки — блакитна облямівка, в центрі — блакитна смуга. Ширина облямівки — 2 мм, смуги — 4 мм.
- Мініатюрна копія знака ордена Ушакова носиться на колодці. Відстань між кінцями хреста — 15,4 мм, висота колодки від вершини нижнього кута до середини верхньої сторони — 19,2 мм, довжина верхньої сторони — 10 мм, довжина кожної з бічних сторін — 16 мм, довжина кожної із сторін, що утворюють нижній кут , — 10 мм.
- При носінні на форменому одязі стрічки ордена Ушакова використовується планка висотою 8 мм, ширина стрічки — 24 мм.